# Wołkowce (rejon krzemieniecki)
Wołkowce (ukr. Вовківці) – wieś na Ukrainie w rejonie krzemienieckim należącym do obwodu tarnopolskiego.
W czasie okupacji niemieckiej ukraińska rodzina Kitkowskich ukrywała tutaj żydowskie rodzeństwo, Jankela i Malkę Bursteinów, za co w 2012 roku Instytut Jad Waszem uhonorował Wołodymyra Kitkowskiego tytułem Sprawiedliwego wśród Narodów Świata.